# Geoffrey de Magnaville
No confundir con Geoffrey de Mandeville
Geoffrey de Magnaville, también Geoffrey de Mandeville (Latín medieval: Gaufrido de Magnavilla, m. 1100), fue un noble caballero anglonormando, de ascendencia desconocida. Señor de Mandeville, condestable de la Torre de Londres, sheriff de Londres y de Middlesex. Siguió a Guillermo el Conquistador en la conquista de Inglaterra,  y luchó en la batalla de Hastings. El condado de Essex otorgado a Geoffrey fue un «Título de Honor», creado meramente por concesión de la Corona.
Se desconoce el origen exacto de su baronía en Normandía, pues existen varias plazas con el nombre Mandeville. Es posible que derive de Manneville, en cuyo caso pudo haber sido Manneville-la-Goupil y Mannevillette. Algunos registros históricos indicen a pensar que Geoffrey pudo nacer en Thil-Manneville. Fue uno de los magnates más ricos durante el gobierno del Rey Guillermo, quien le concedió grandes propiedades, 118 señoríos, principalmente en Essex y otros diez condados. Es el primer referente de los Mandeville, como condes de Essex. Fundó y fue benefactor del Priorato de Hurley en Berkshire, que pertenecía a la abadía de Westminster.

## Herencia
Se casó con una dama llamada Adeliza de Baltz (c. 1038-1068) de origen incierto. Fruto de esa relación nacieron varios hijos:
- Guillermo de Mandeville;
- Beatrice de Mandeville, casada con Godofredo de Bouillón, hijo natural de Eustaquio II de Boulogne.[11]
- Walter de Mandeville, que fue uno de sus feudatarios en Inglaterra.[4][9]

Se volvió a casar en segundas nupcias con Lescelina, de quien tampoco se conoce mucho y con quien no tuvo descendencia.